# Jakubčovice nad Odrou
Jakubčovice nad Odrou est une commune du district de Nový Jičín, dans la région de Moravie-Silésie, en République tchèque. Sa population s'élevait à 642 habitants en 2020.

## Géographie
Jakubčovice nad Odrou est arrosée par l'Oder et se trouve à 5 km à l'ouest-sud-ouest de Fulnek, à 20 km au nord-ouest de Nový Jičín, à 37 km à l'ouest d'Ostrava et à 244 km à l'est-sud-est de Prague.

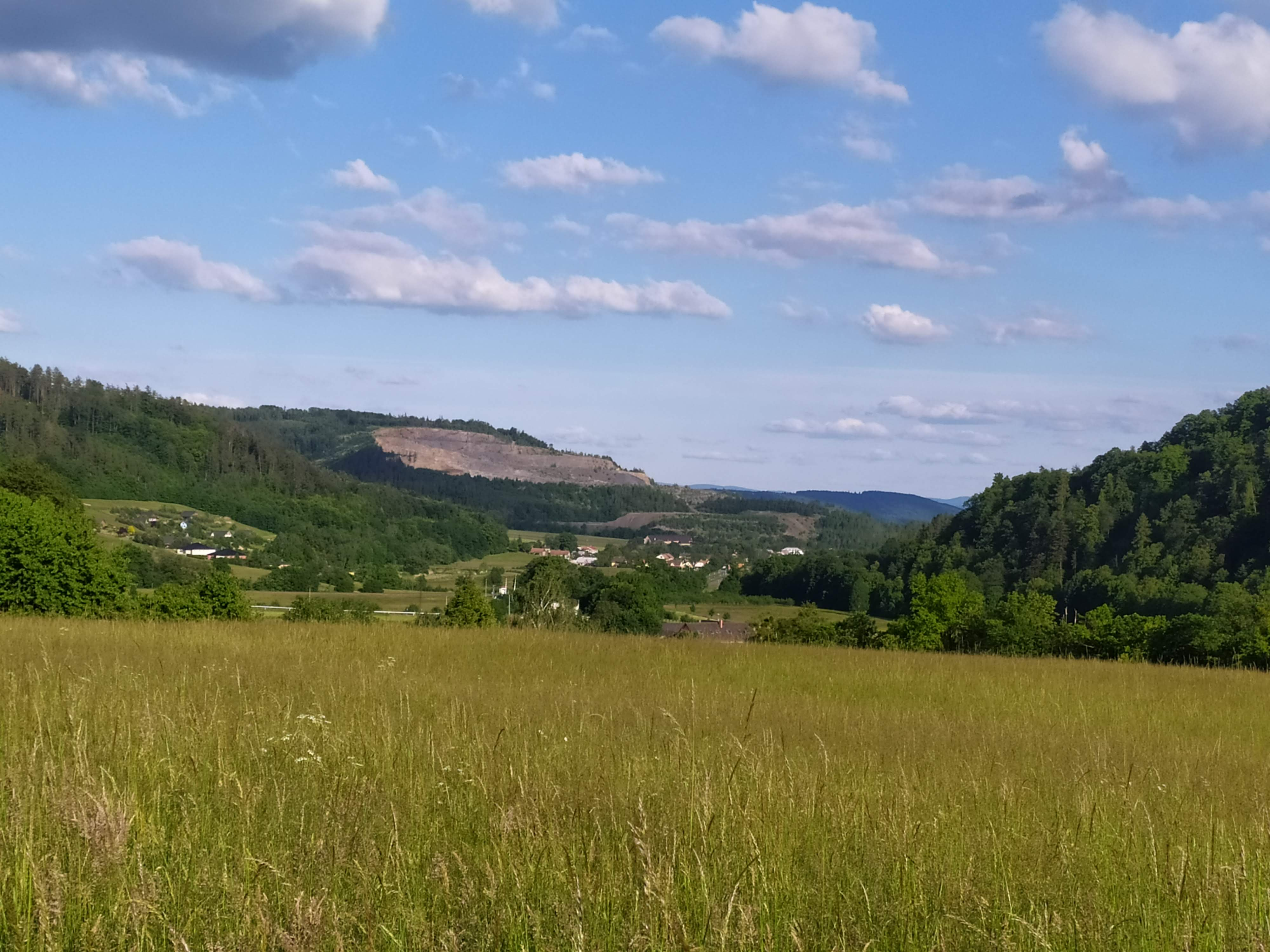
Jakubčovice : vue générale.

La commune est limitée par Heřmánky au nord-ouest, par Heřmanice u Oder au nord-est, et par Odry à l'est, au sud et à l'ouest.

## Histoire
La première mention écrite de la localité date de 1362.